# Natalia Cabral
Natalia Cabral (Santo Domingo, República Dominicana, 28 de julio de 1981) es una directora, productora y guionista de cine dominicana. Realizadora de las obras Miriam Miente (2018), Tú y yo (2015), y El Sitio de los Sitios (2016).

## Trayectoria
Cineasta graduada en la especialidad de documental de la Escuela Internacional de Cine y Televisión de San Antonio de los Baños (EICTV).
A partir de 2014 empieza a codirigir sus obras con su compañero, el también realizador, Oriol Estrada. Juntos realizan la película documental Tú y yo estrenada en el certamen suizo especializado en cine documental Visions du Réel y premiada en los festivales de Cartagena, Trinidad y Tobago, La Habana, Márgenes, Cine las Américas de Austin, RDOC y en los premios la Silla, de la Asociación Dominicana de Profesionales de la Industria del Cine.
Su segundo documental, El sitio de los sitios, celebró su estreno mundial en el Festival Internacional de Cine Documental de Ámsterdam (IDFA) y en España, en competencia oficial documental, en el Festival de Cine de Málaga; también, formó parte de la Muestra Neighboring Scenes del Film Society of Lincoln Center en Nueva York, y participó en la competencia oficial de los festivales de Biarritz, Cartagena, Lima, y La Habana. Fue catalogada como una de las 25 mejores películas latinoamericanas de 2017 por la organización Cinema Tropical. Los realizadores destacaron que hicieron su trabajo en el marco de la iniciativa DOCTV Latinoamérica, un programa que desde 2015 incentiva la creación y el visionado de documentales y que en 10 años con una suma cercana a 5 millones de dólares, obtuvo 58 documentales que se exhibieron en 21 televisoras públicas. De esta manera los realizadores trabajaron con un presupuesto que cubrió todo el gasto de la producción y con plena libertad creativa, en lo que consideran una afortunada oportunidad.
En 2018 estrenan el largometraje de ficción Miriam Miente, en la Sección Oficial del 53 Festival Internacional de Cine de Karlovy Vary, en el cual reciben una mención especial del jurado ecuménico. Posteriormente, la película obtiene el Colón de Oro a la Mejor Película en el Festival de Cine Iberoamericano de Huelva, y es premiada en los festivales de Cine de Gijón, La Habana, Punta del Este y Toulouse. La cinta cuenta con la presencia actoral de Frank Perozo y Georgina Duluc, y es protagonizada por las jóvenes debutantes Dulce Rodríguez y Carolina Rohana,

## Filmografía
Intervino en los siguientes filmes:

Directora
- 2018 - Miriam miente
- 2016 - El sitio de los sitios
- 2015 - Tú y yo

Guionista
- 2018 - Miriam miente
- 2016 - El sitio de los sitios
- 2015 - Tú y yo
- 2010 - Lejos (cortometraje 12')

Productora
- 2018 - Miriam miente
- 2016 - El sitio de los sitios
- 2015 - Tú y yo

## Comentarios
Guy Lodge en Variety opinó sobre el filme Miriam miente:

” Pero lo que en otros contextos culturales podría representar un arco de episodio para una comedia de situación de Disney Channel adquiere una ternura y resonancia agudas en la hermosa y pensativa llegada de Natalia Cabral y Oriol Estrada: al tomar como tema a un adolescente birracial (interpretado con brillante delicadeza de la debutante Dulce Rodríguez) en la República Dominicana, la película entrelaza un conjunto complejo y examinado con sensibilidad de crisis de identidad en la maraña que ya enfrenta el protagonista promedio de una película para adolescentes.”

Alberto Luchini en El Mundo escribió en su crítica de Miriam miente:

”La ópera prima conjunta de la dominicana Natalia Cabral y el español Oriol Estrada es un torpedo directo a la línea de flotación de una sociedad construida sobre la hipocresía y la intransigencia, en la que lo más importante son las apariencias y no romper las reglas establecidas, para que el status quo se mantenga indefinidamente. Es cierto que los directores podrían haber sido algo más sutiles, porque hay unos cuantos subrayados demasiado obvios, pero también es cierto que parece una apuesta intencionada para que no haya ambigüedad respecto al mensaje.

Humberto Almonte en Vanguardia del Pueblo opinó sobre el filme Tú y yo:

”Asombra que estos dos jóvenes hayan alcanzado unos grados estéticos y analíticos de primer grado en esta su Opera Prima, que pareciera más un trabajo de cineastas con una larga hoja de realizaciones...Tú y Yo retrata con desarmante sencillez las raíces de un fascismo cotidiano, de unas formas de opresión disfrazadas de amables sonrisas que todos tratan de ocultar sin lograrlo. Debajo de esas máscaras se esconden las raíces de todos los autoritarismos de la vida social y política.

Humberto Almonte en Vanguardia del Pueblo opinó:

”Natalia y Oriol logran transmitir en EL SITIO DE LOS SITIOS la imagen de unas vidas signadas por una tristeza que se va apoderando de uno como espectador a medida que avanzan los hechos. Un vacío y una tristeza de la que no se libran ninguno de los intervinientes, al margen de su condición social, y que remata magistralmente Ramón Torres con su Lamento de Amor: “Yo quiero un amor / yo quiero el amor / que hace vibrar a mi corazón”.

Daniel Walber escribió en el sitio Nonfics:

”… es una película sobre un solo lugar, la ciudad costera dominicana, dividida en dos por las distinciones socioeconómicas del trabajo y la vivienda. Cabra y Estrada observan y yuxtaponen a sus sujetos con una distancia casi escandinava. Los trabajadores… aprovechan su descanso para debatir las reglas del amor y el sexo. Una joven aburrida descansa junto a una piscina frente a su lujosa casa….entra un jardinero para charlar con su novia, que limpia la misma casa. No hay una dirección narrativa, excepto quizás el progreso gradual de la arena que se vierte al agua para alterar sutilmente la costa….Estas escenas están conectadas por el viento silencioso que fluye constantemente entre estos lugares dispares. El sonido de la brisa suaviza el abismo entre los contextos de las clases de trabajo y de golf. No elude las diferencias; esta es una representación tan contundente de la disparidad económica como cualquier otra. Pero Site of Sites también captura algo esencial sobre la forma en que fluye el tiempo para todos en este lugar, una única atmósfera lánguida que flota a través de la isla y mantiene unido este hermoso documental.

## Premios y nominaciones

### Tú y yo
El filme Tú y yo recibió estos galardones:
Festival Internacional de Cine de las Américas de Austin 2016
- Oriol Estrada. Ganador como director de fotografía de una Mención Especial en la competición de largometrajes documentales.

Festival Internacional de Cine de Cartagena de Indias 2015
- Natalia Cabral y Oriol Estrada ganadores del Premio Especial del Jurado en la sección documentales.

Festival Internacional del Nuevo Cine Latinoamericano de La Habana 2014
- Ganadora del Premio Cibervoto en la categoría documental

Festival de Cine de Nueva Orleans 2016
- Nominada al Premio Especial del Jurado en la categoría películas documentales.

Festival Nyon Visions du Réel 2014
- Nominada al Premio Nuevas miradas

Festival de Cine de Trinidad y Tobago  2014
- Ganadora del Premio a la Mejor Película Documental

Festival Internacional de Cine de Zanzíbar  2016
- Nominada al Premio Dhow de Oro a la Mejor Película

### Miriam miente
La película Miriam miente se hizo acreedora a los siguientes premios y nominaciones.
Festival Internacional de Cine de Chicago  2018
- Natalia Cabral y Oriol Estrada nominados al Premio Hugo de Oro en la competición de nuevos directores. Nominee

Festival Internacional de Cine de Gijón 2018
- Natalia Cabral y Oriol Estrada ganadores del Premio ALMA

Festival Internacional de Cine de Guadalajara 2019
- Miriam miente, nominada al Premio a la Mejor Película en la competición Iberoamericana.

Festival Internacional del Nuevo Cine Latinoamericano de La Habana 2018
- Ganadora del Premio Sara Gómez otorgado por la Red de Realizadores Cubanos, compartido con Mi mejor amigo, de Martín Deus  (Argentina)

Festival de Cine Latinoamericano de Huelva 2018
- Ganadora del Premio Cima Amanda Villavieja
- Ganadora del Premio Colón de Oro a la Mejor Película

 Festival Internacional de Cine de Karlovy Vary
- Ganadora de una Mención Especial del Jurado Ecuménico
- Nominada al Premio Globo de Cristal a la Mejor Película

Festival La Silla 2020
- Ganadora del Premio La Silla	Mejor Película
- Ganadora del Premio La Silla Mejor Director
- Ganadora del Premio La Silla Mejor Guion
- Ganadora del Premio La Silla Mejor Canción
- Pachy Méndez ganadora del Premio La Silla Mejor Actriz Secundaria
- Oriol Estrada ganador del Premio La Silla Mejor Diseño de Cartel

Festival de Cine Latinoamericano sw Lima 2019
- Nominada al Premio a la Mejor Película en la competición oficial de ficción.

Festival Internacional de Cine de Palm Springs  2019
- Nominada al Premio Cine Latino

Festival Internacional de Cine de Seattle  2019
- Nominada al Premio en la Competición Iberoamericana

Festival Internacional de Cine de São Paulo  2018
- Nominada al Premio a la Mejor Película en la Competición Nuevos Directores

Festival de Cine Latinoamericano de Toulouse 2019
- Ganadora del Premio de los críticos de Francia Descubrimiento a la Mejor Película
- Nominada al Gran Premio al largometraje de ficción

Premios Soberano 2021
- Ganadora del Premios Soberano a Mejor Película
- Ganadora del Premios Soberano a Mejor Dirección

### El sitio de todos los sitios
El filme El sitio de todos los sitios fue objeto de los siguientes premios y nominaciones:
Festival Internacional de Cine Documental de Ámsterdam 2016
- Nominada al Premio al Mejor Mediometraje Documental

Festival Internacional de Cine Latinoamericano de Biarritz  2017
- Nominada al Premio al Mejor Documental

 Festival Internacional de Cine de Cartagena de Indias  2017
- Nominada al Premio India Catalina de Oro al Mejor Documental

 Festival de Málaga Cine en Español 2017
- Nominada al Premio Biznaga de Plata al Mejor Documental

Festival de Cine de Barranquilla
- Premio Mejor Película del Caribe[19]